# Грубадин (кефалија)
Грубадин је био српски кефалија у служби Андријаша Мрњавчевића.

## Биографија
Кефалија Грубадин спомиње се у два записа Љубомира Стојановића грубо датираних у период 14-15. века. Налазио се у служби Андреаша, вероватно Андрије Мрњавчевића, Вукашиновог сина и брата краља Марка. У првом запису који није потпун, Грубадин се обраћа Андреашу кога обавештава о непослушности његових људи. Милош Благојевић је сматрао да је реч о војној посади градског утврђења којој је Грубадин био кефалија. У другом запису, кефалија Грубадин се помиње да је преписао неку књигу у кули Заградској. Није познато у ком граду је Грубадин био кефалија. Постоји мишљење да је у питању неки град у жупи Пореч где и данас постоји село Заград, 15 километара источно од Гостивара.